# Ștefan Stroia
Ștefan Stroia (n. 1886) a fost un general român care a îndeplinit funcția de inspector general al Justiției Militare (1940-1943) în timpul celui de-al Doilea Război Mondial.
A lucrat o lungă perioadă ca magistrat militar. Ștefan Stroia s-a retras din serviciul militar în 1943.

## Decorații
- Ordinul „Steaua României” în gradul de Ofițer (9 mai 1941)[2]